# Reichsrevolver M. 83

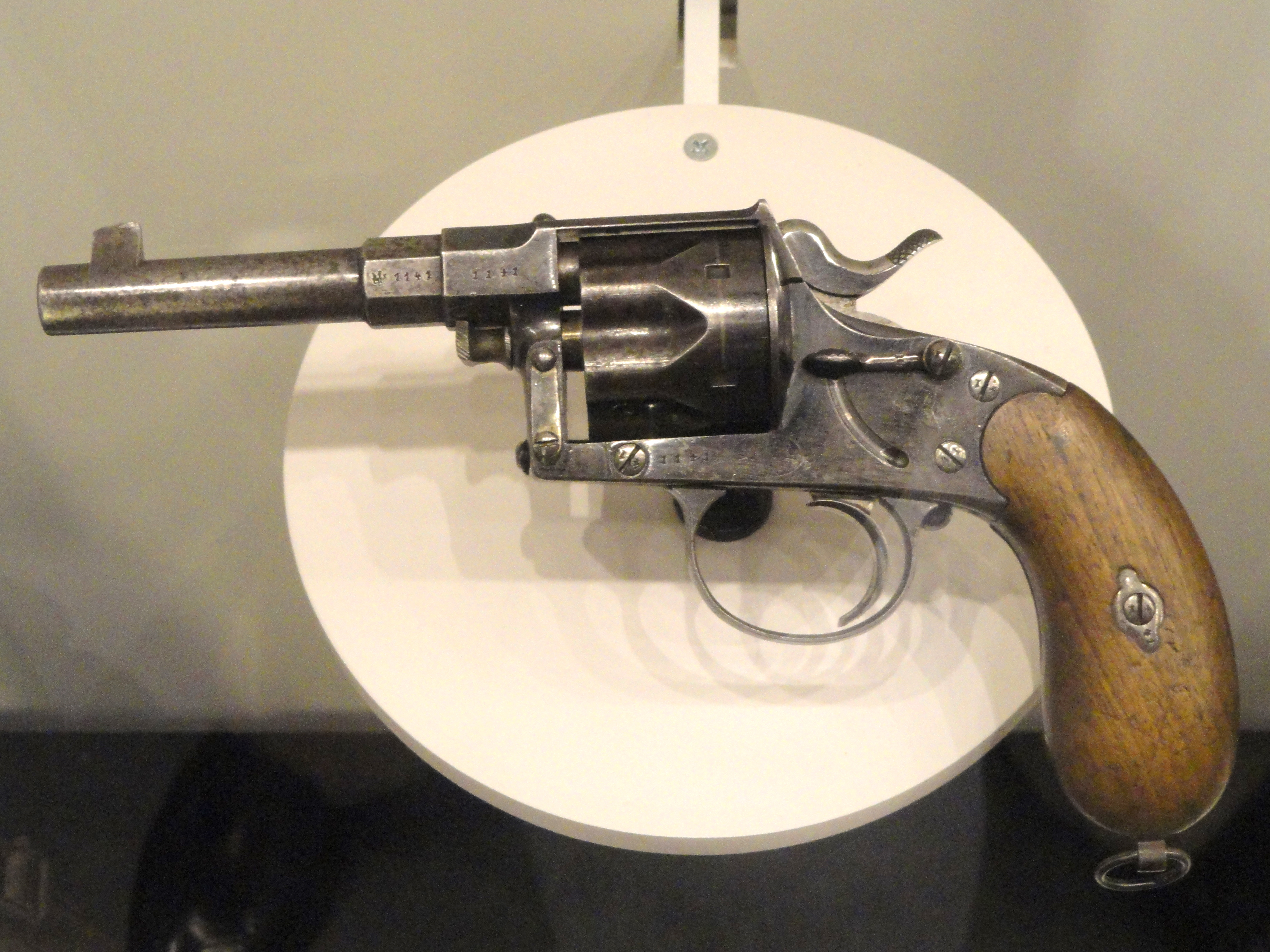
Un Reichsrevolver M. 83.

Le Reichsrevolver Modell 1883 est une version allégée du Reichsrevolver Modell 1879. Le Reichsrevolver a été remplacé en 1908 par le Luger P08.

## Présentation
Ce revolver possède une carcasse fermée. Il est muni d’une sécurité manuelle (face gauche) superflue. Il fonctionne en simple action.  L’arme ne dispose pas d’extracteur. Sa portière de chargement est à droite. Les organes de visée sont fixes. Il est fabriqué en acier usine et ses plaquettes de crosse (lisses) sont réalisées en bois. Son barillet est cannelé.

## Production et diffusion
Il fut produit par l’arsenal d’Erfurt et des firmes privées (Dreyse, Mauser, Schilling & Haenel et Sauer & Sohn). Il a été employé dans les Empire colonial allemand et durant la Première Guerre mondiale. Le M83 est réglementaire dans l'infanterie pour les officiers. Des entreprises belges et espagnoles en produisirent des copies pour le marché civil européen.

## Données numériques
- Munition : 11,55 mm Mle 1879
- Longueur : 27 cm
- Canon : 11 cm
- Masse : 0,95 kg
- Barillet : 6 cartouches

## Sources francophones
Cette notice est la synthèse des ouvrages suivants :
- J. Huon, Les Armes allemandes (1870-1945), Cépaduès, 1993